# Simulium itelmenica
Simulium itelmenica es una especie de insecto del género Simulium, familia Simuliidae, orden Diptera.
Fue descrita científicamente por Chubareva & Yankovsky, 2006.